# Emil Drobny
Emil Stanisław Drobny, SVD (ur. 15 czerwca 1889 w Tworkowie k. Raciborza, zm. 29 lipca 1948 w Rodezji) – polski ksiądz katolicki, werbista, historyk, muzeolog, archiwista.

## Życiorys
Urodził się 15 czerwca 1889 we wsi Tworków w rodzinie kolejarza Andrzeja i Pauliny z d. Białas. Do szkoły powszechnej (Volksschule) uczęszczał w Tworkowie. Przy pomocy materialnej proboszcza ks. Józefa Gregora mógł rozpocząć naukę w Niższym Seminarium Duchownym Księży Werbistów w Nysie oraz w międzynarodowym Seminarium Misyjnym St. Gabriel w Mödling pod Wiedniem, gdzie wraz z Piotrem Gołąbem założyli stowarzyszenie „Młoda Polska”, dokształcające w zakresie historii i literatury. Śluby wieczyste złożył 3 września 1914, święcenia kapłańskie przyjął 9 września 1914 w Nysie. W wojsku niemieckim był kapelanem najpierw w szpitalu garnizonowym w Sankt Gabriel w Austrii, a od 1915 w Wilnie. Uciekł z wojska i ukrywał się u polskich rodzin na terenie Litwy. Po wojnie pracował jako duszpasterz robotników polskich w Saksonii i Berlinie.
W latach 1920–1922 podczas pobytu w Bytomiu założył Dom Misyjny, redagował polskie i niemieckie katolickie czasopisma: Skarb Rodzinny, Dzwonek Maryi, Posłaniec Niedzielny, Kalendarz Królowej Apostołów. W latach 1922–1939 przebywał w Rybniku. W Rybniku był członkiem zarządu głównego Katolickiej Drukarni i Księgarni Misyjnej w Rybniku; zorganizował w Domu Misyjnym bibliotekę, w której zgromadził starodruki oraz ponad 10 tys. książek związanych ze Śląskiem. Był twórcą muzeum etnograficznego z eksponatami z Chin, Japonii, Afryki, Australii, Nowej Gwinei;  nauczyciel historii, polskiego, botaniki w Małym Seminarium Misyjnym; założył Żeńskie Gimnazjum Sióstr Urszulanek; wykładał na Uniwersytecie Powszechnym; w latach 1936–1939 był wiceprezesem rybnickiego okręgu śpiewaczego; założył Związek Przyjaciół Przeszłości Rybnika i Okolicy; zainicjował wydawanie czasopisma Ziemia Rybnicka. Był autorem monografii parafii:  Kokoszyc, Skrzyszowa, Rybnika, Tychów i Czarnego Lasu.

### Wojenny uchodźca i misjonarz w Afryce
Po wybuchu II wojny światowej o. Drobny, przynaglany przez żołnierzy, znajdował się bowiem na liście proskrypcyjnej wrogów III Rzeszy tzw. Sonderfandungsbuch Polen, udał się w długą tułaczkę przez Żory, Pszczynę do Lwowa. Stamtąd przedostał się do Rumunii, gdzie zatrzymał się z uchodźcami polskimi w 300-tysięcznym mieście Krajowa. Tam zorganizował polskie szkolnictwo i opiekę duszpasterską dla 1200 internowanych żołnierzy i 400 cywilów. Dalsza tułaczka prowadziła przez Cypr, Turcję i Ziemię Świętą do Rodezji. Początkowo przebywał tam w misji kapucynów irlandzkich w Livingstone, następnie został proboszczem polskich uchodźców w Gotooma i nauczycielem w polskiej szkole. Planował wrócić do ojczyzny, jednakże wypadek samochodowy w dniu 21 lipca 1948, i w następstwie śmierć 29 lipca, bezpowrotnie związały o. Drobnego z Czarnym Lądem.

## Ordery i odznaczenia
- Złoty Krzyż Zasługi (15 września 1937)[2]
- Srebrny Wawrzyn Akademicki (5 listopada 1938)[3]